# Anna Richardina Croonenberg
Anna Richardina Croonenberg (getauft 16. August  1733 in Den Haag; gestorben 18. März 1808 ebenda) war eine niederländische Dichterin.

## Leben
Anna Richardina Croonenberg wurde am 16. August 1733 in Den Haag getauft. Sie war die Tochter des Hof- und Domänenrats Godard Croonenberg (gest. 1744) und Louisa Margareta Borrebach (gest. 1749). Sie war das erste Kind der Familie und hatte eine jüngere Schwester Margaretha Richarda (geb. 1736), die wahrscheinlich jung starb. Ihre ersten zehn Lebensjahre verbrachte sie in Den Haag, dort war ihr Vater nicht nur Hof- und Domänenrat, sondern auch Lehensschreiber des preußischen Königs. Er starb im Jahr 1744, da war sie elf Jahre alt. Danach zog ihre Mutter nach Utrecht. Louisa Margareta Borrebach ernannte den Utrechter Notar und Rechtsanwalt Weijer Jan van Overmeer zum Vormund ihrer minderjährigen Tochter. Im Alter von vierzehn Jahren wurde Anna Richardina zur Waise, als auch ihre Mutter starb. Vermutlich wurde sie bei Verwandten ihrer Mutter untergebracht.
Einige Zeit vor ihrer Hochzeit soll Anna Richardina Croonenberg in Middelburg gelebt haben. Dort hat sie sich im Kreis des pietistischen Dichters Pieter Boddaert bewegte und die fast vierzig Jahre ältere Jacoba Petronella Winckelman kennengelernt. In Vlissingen lebte sie 1762 und 1765 erneut in Utrecht. Dort heiratete sie am 16. November 1768 den Pfarrer Hubertus Swanenburg († 1772). Er war Pfarrer der Gemeinde an der Buurkerk und verstarb bereits vier Jahre später. Sie lebte weiterhin in Utrecht, bis sie wahrscheinlich im Jahr 1796 nach Den Haag zog.
Anna Richardina Croonenberg starb 1808 im Alter von 74 Jahren in Den Haag. Sie wurde in Utrecht begraben.